# Gymnodanio strigatus
Gymnodanio strigatus és una espècie de peix cipriniforme de la família dels ciprínids.

## Morfologia
- Els mascles poden assolir 6,5 cm de longitud total.
- Nombre de vèrtebres: 40-41.[3]

## Hàbitat
És un peix d'aigua dolça i de clima subtropical.

## Distribució geogràfica
Es troba a Àsia: conca del riu Mekong a Yunnan (la Xina).